# Gameleiras
Gameleiras is een gemeente in de Braziliaanse deelstaat Minas Gerais. De gemeente telt 5.392 inwoners (schatting 2009).